# Györkő Antal
Györkő Antal (Pécs, 1939. november 14. – 2012. május 5.) olimpiai válogatott labdarúgó, csatár, jobbszélső.

## Pályafutása

### A válogatottban
1963-ban egy alkalommal szerepelt az olimpiai válogatottban.

## Statisztika

### Mérkőzése az olimpiai válogatottban
| Magyarország | Magyarország   | Magyarország         | Magyarország | Magyarország | Magyarország | Magyarország       | Magyarország | Magyarország |
| #            | Dátum          | Helyszín             | Hazai        | Eredmény     | Vendég       | Kiírás             | Gólok        | Esemény      |
| ------------ | -------------- | -------------------- | ------------ | ------------ | ------------ | ------------------ | ------------ | ------------ |
|              | 1963. május 4. | Budapest, Népstadion | Magyarország | 4 – 0        | Svédország   | olimpiai selejtező | -            |              |
|              | Összesen       |                      |              | 0            | mérkőzés     |                    | 0            | gól          |